# М’Бом, Эфрам
Эфрам Марье М'Бом (фр. Ephrem Marie M'Bom; 18 июля 1954, Яунде, Камерун — 20 сентября 2020, Дуала, Камерун) — камерунский футболист, бо́льшую часть своей карьеры выступавший за «Канон Яунде». Участник чемпионата мира 1982 года.

## Карьера
Свою профессиональную футбольную карьеру Эфрам М'Бом провёл в Камеруне, выступая за ряд местных команд, наиболее успешной из которых является «Канон Яунде». В составе столичного гранда он провёл 11 лет, пять раз став чемпионом страны, трижды — обладателем национального Кубка, а также обладателем Африканского Кубка кубков и дважды — победителем Африканского Кубка чемпионов.
В составе сборной Камеруна защитник провёл все три игры группового этапа чемпионата мира 1982 года, ставшего для «неукротимых львов» первым в истории. Также М'Бом представлял национальную команду на Кубке африканских наций 1982.

## Достижения
Канон Яунде
- Чемпион Камеруна: (5) 1979, 1980, 1982, 1985, 1986
- Обладатель Кубка Камеруна: (3) 1978, 1983, 1986
- Обладатель Африканского Кубка чемпионов: (2) 1978, 1980
- Обладатель Кубка обладателей кубков КАФ: (1) 1979

## Личная жизнь
После завершения футбольной карьеры М'Бом работал в местной железнодорожной компании. 20 сентября 2020 года скончался от опухоли в ноге.